# Sakhaline
Pour les articles homonymes, voir Sakhaline (homonymie).
Sakhaline est une île russe située dans le Sud-Ouest de la mer d'Okhotsk et baignée à l'ouest par la mer du Japon. Elle porte différents noms : Sakhaline étant dérivé du mandchou : ᠰᠠᡥᠠᠯᡳᠶᠠᠨ, Saghalian, signifiant noir (en référence aux noms mandchou et chinois Heilong jiang chinois traditionnel : 黑龍江 ; chinois simplifié : 黑龙江 - littéralement : fleuve du dragon noir - du fleuve Amour), en russe : Сахалин ; en chinois traditionnel : 庫頁 ; chinois simplifié : 库页 ; pinyin : Kùyè ; en japonais : 樺太, Karafuto.
L'île se trouve au large de la Sibérie, à environ 6 100 km (distance orthodromique) de Moscou.
Sakhaline est la plus grande île de la fédération de Russie.
Administrativement, l'île Sakhaline constitue, avec les îles Kouriles, l'oblast de Sakhaline.
La capitale de l'île Sakhaline est Ioujno-Sakhalinsk (en russe : Южно-Сахалинск ; en japonais : 豊原, Toyohara) et compte 173 000 habitants.
L'île était intégrée à l'empire mandchou de la dynastie Qing (1644 – 1912) de Chine, jusqu'à la première moitié du XIXe siècle, lorsque l'Empire russe (devenu Union soviétique) et l'Empire japonais s'en disputèrent la territorialité jusqu'à la fin de la Seconde Guerre mondiale, où l'île devint totalement russe.

## Géographie

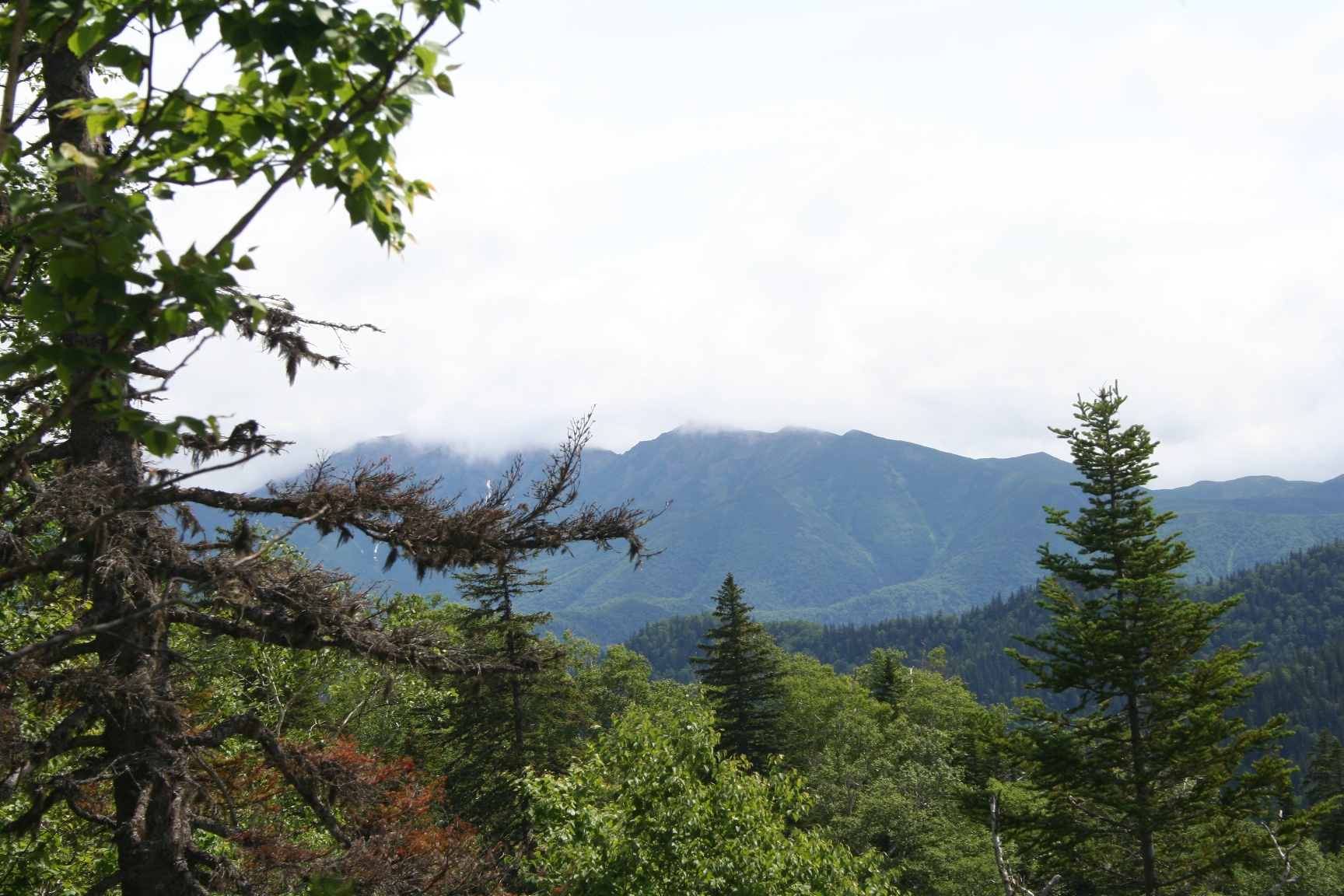
Le mont Lopatine, plus haut sommet de l'île.

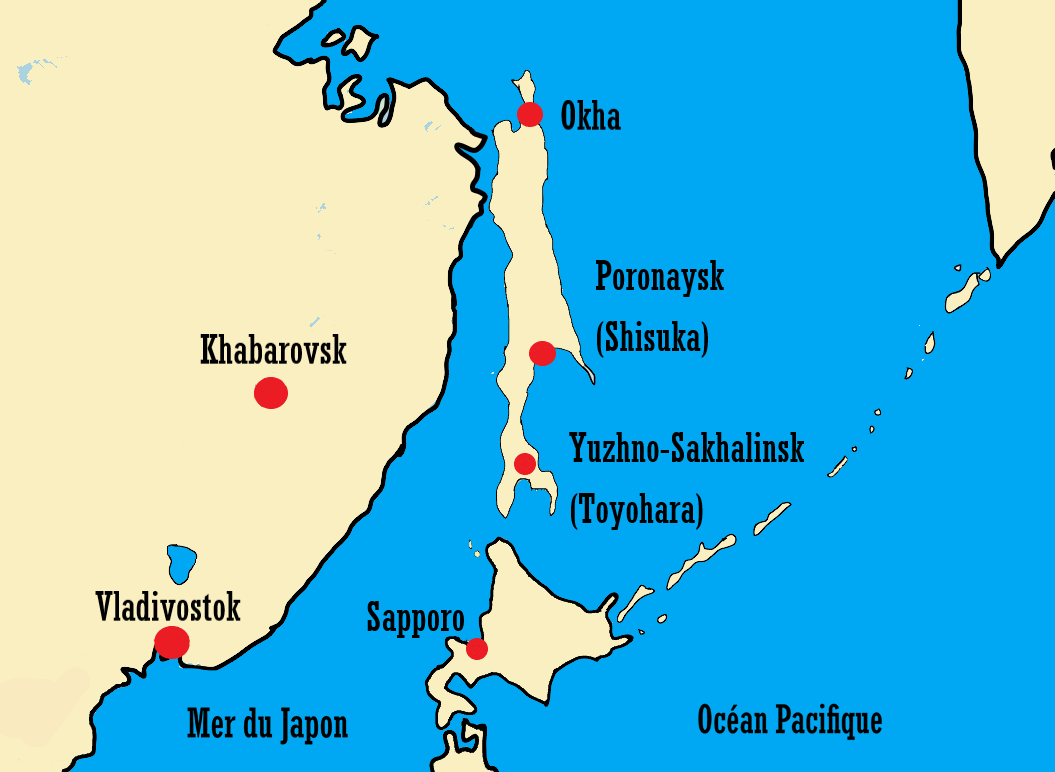
La carte de Sakhaline et ses environs.

L'île de Sakhaline s'étend sur 77 158 km2, soit une superficie comparable à celle de l'Écosse ou de la Tchéquie. Sa côte occidentale est séparée du continent asiatique par le détroit de Tatarie (mer du Japon).
L'île est située en mer d'Okhotsk qui la baigne au nord-nord-ouest par le détroit de Nevelskoï, au nord, à l'est et au sud.
Son extrémité sud est séparée de l'île d'Hokkaidō par le détroit de La Pérouse.
L'île a une forme très étirée dans le sens nord-sud si bien que plus de 8 degrés de latitude séparent ses extrémités méridionale (cap Crillon) et septentrionale (cap Élisabeth).
Sa longueur est de 948 km tandis que sa largeur varie entre 6 km et 160 km selon la latitude.
La côte sud-orientale est échancrée par une large baie, la baie Patience, tandis que la baie d'Aniva incurve l'extrémité méridionale de l'île. Les lagunes représentent 20% des côtes de l’île. 
Le relief de l'île est différencié et complexe. Tandis que le centre et le sud sont montagneux, le nord est occupé par une plaine. La partie centrale de l'île est dominée par deux grandes chaînes de montagnes parallèles. La chaîne orientale, la plus haute, culmine à 1 609 m au mont Lopatine, plus haut sommet de l'île, tandis que la chaîne occidentale culmine à 1 325 m.
Les principaux cours d'eau de l'île sont le Tym (en russe : Тымь), un fleuve de 330 km de long et d'une surface de bassin versant de 7 850 km2 et le Poronaï (en russe : Поронай), un fleuve de 360 km de long et d'une surface de bassin versant de 7 990 km2.
Il y a 16 120 lacs sur Sakhaline avec une superficie totale d’environ 1000 km², le plus grand étant le lac Nevskoï avec 178 km².

## Étymologie
Sakhalin, écrit Sahalien puis Sackalin au XVIIIe siècle, Saghalian au XIXe siècle, vient du mandchou Sahaliyan ᠰᠠᡥᠠᠯᡳᠶᠠᠨ, qui signifie noir et qualifie dans cette langue le fleuve Amour, littéralement Fleuve noir, ᠰᠠᡥᠠᠯᡳᠶᠠᠨ
ᡠᠯᠠ (Sahaliyan Ula), appelé pareillement en mongol, Khar mörön, et Fleuve du dragon noir. Les Mandchous appelaient cette île de Mandchourie extérieure sahaliyan ula angga hada, ᠰᠠᡥᠠᠯᡳᠶᠠᠨ
ᡠᠯᠠ ᠠᠩᡤᠠ
ᡥᠠᡩᠠ, c'est-à-dire falaise de l'embouchure du Fleuve noir. Il désignait un territoire autour du fleuve amour, appelé Saghalien Ula Hoton (ᠰᠠᡥᠠᠯᡳᠶᠠᠨ
ᡠᠯᠠ
ᡥᠣᡨᠣᠨ, sahaliyan ula hoton), ainsi que l'actuelle île de Sakhaline (Sahalien Ula Hata). Le nom japonais de « Karafuto » est issu de l'aïnou de Hokkaido « karapto », lui même contraction de 「カムイ・カㇻ・プㇳ・ヤ・モシㇼ 」(kamuy kar put ya mosir) « le pays de la bouche de la rivière créée par un dieu », et qui désignait la zone de l'embouchure du fleuve Amour. Toutefois, dans l'aïnou de Sakhaline, l'île est nommée Yanke mosir。

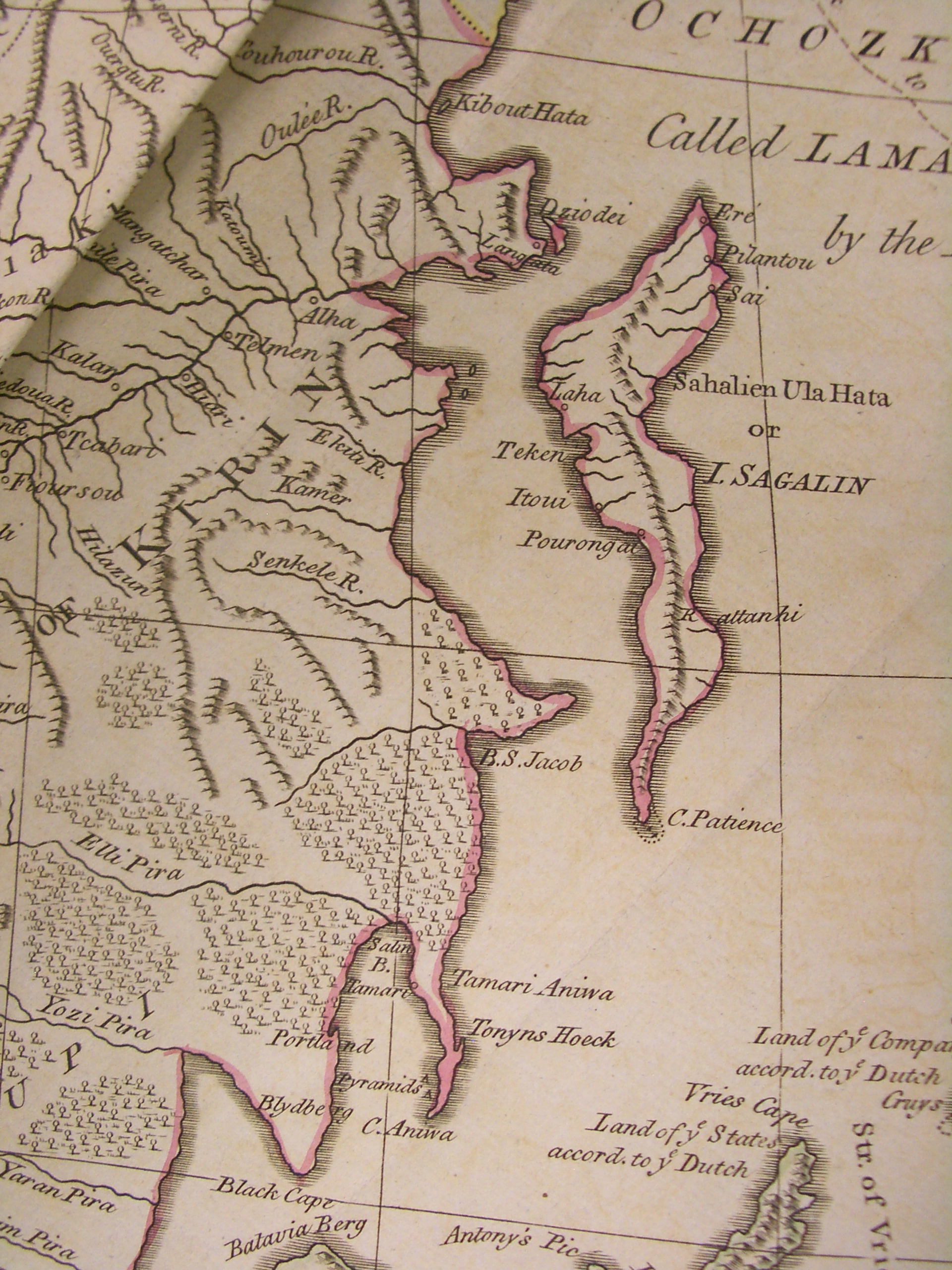
Carte anglaise de 1722 où elle est nommée « Sahalien Ula Hata ou I. Sagalin ».
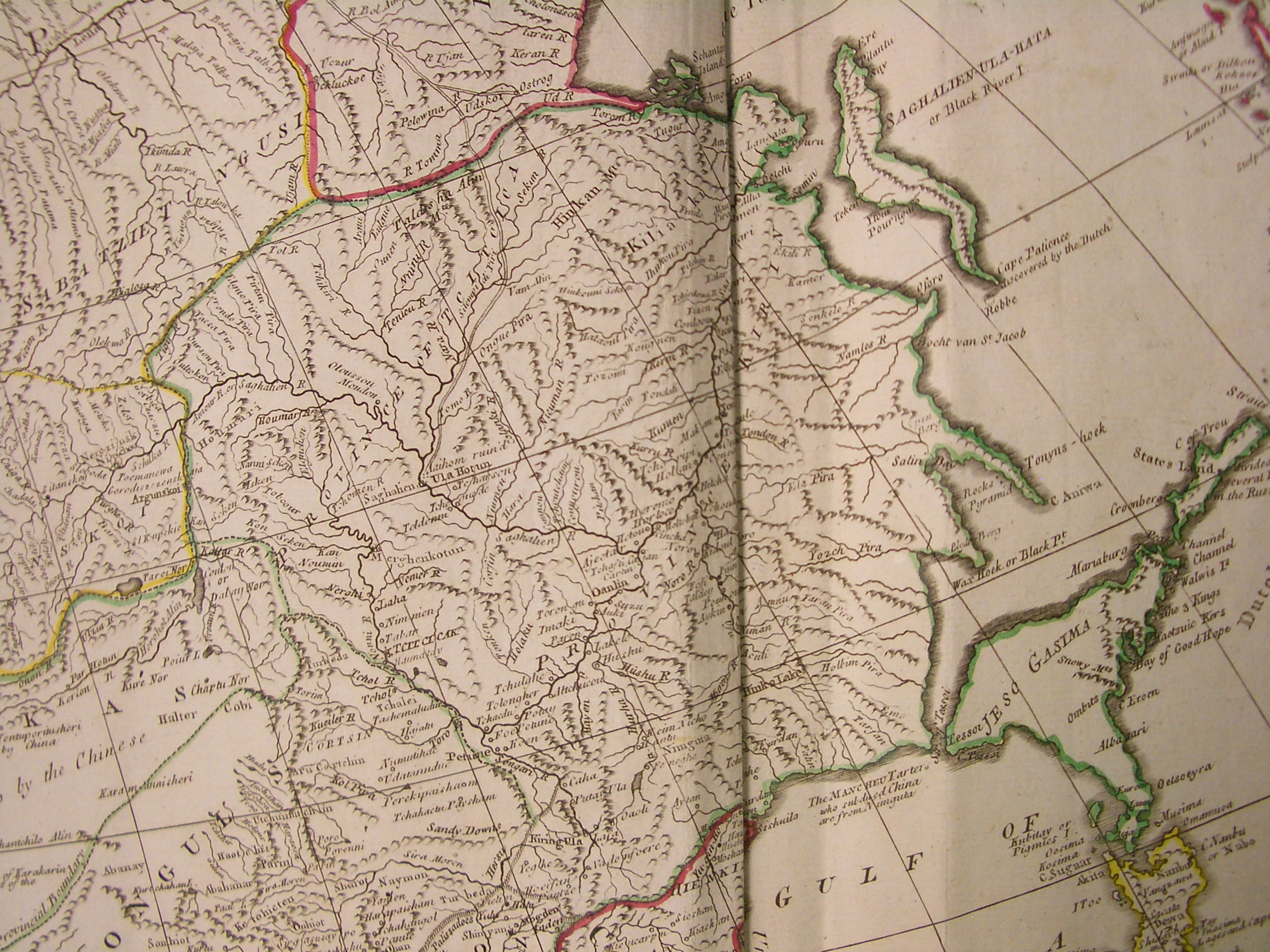
« Saghalien Ula Hoton », le long du tracé du parallèle.
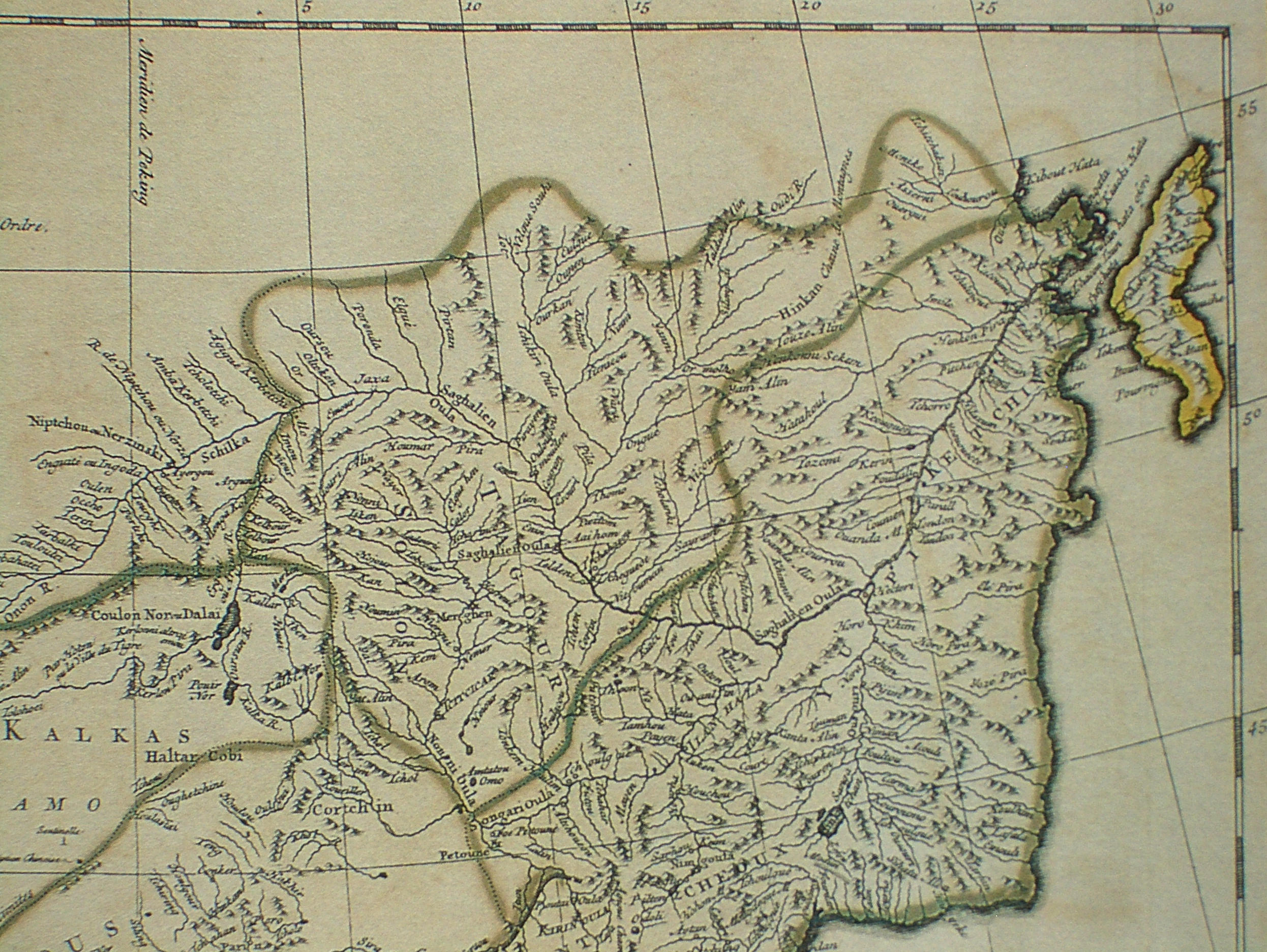
« Saghalien Oula », le long du fleuve Amour.
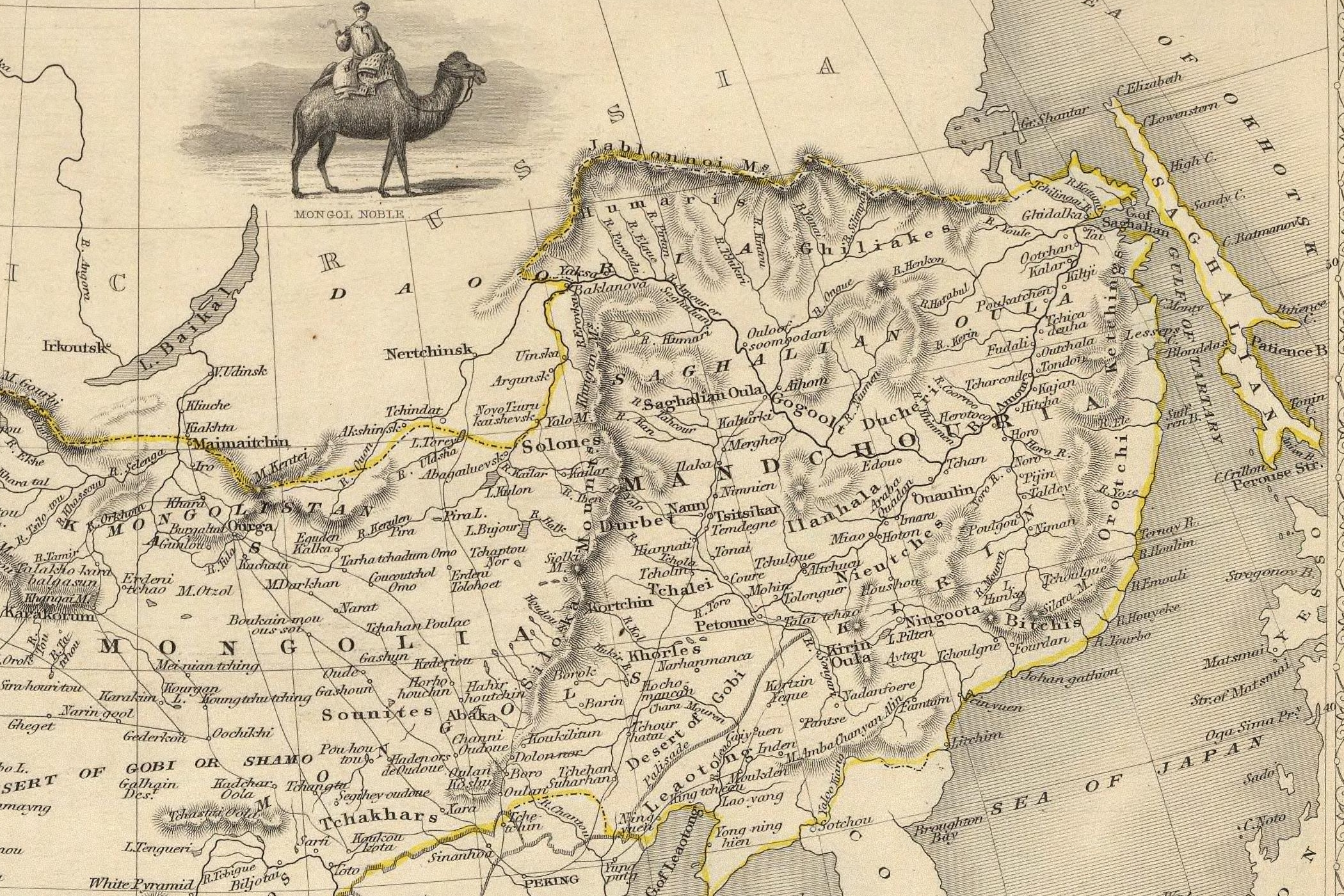
Carte publiée en 1851.

## Histoire
Sakhaline est habitée depuis le Néolithique. 
De nombreux éclats de silex comparables à ceux qu'on trouve en Sibérie, des haches en pierre polie similaires à celles présentes en Europe et des poteries avec des ornementations comme celles d'Olonets ont en effet été mis au jour sur l'île.

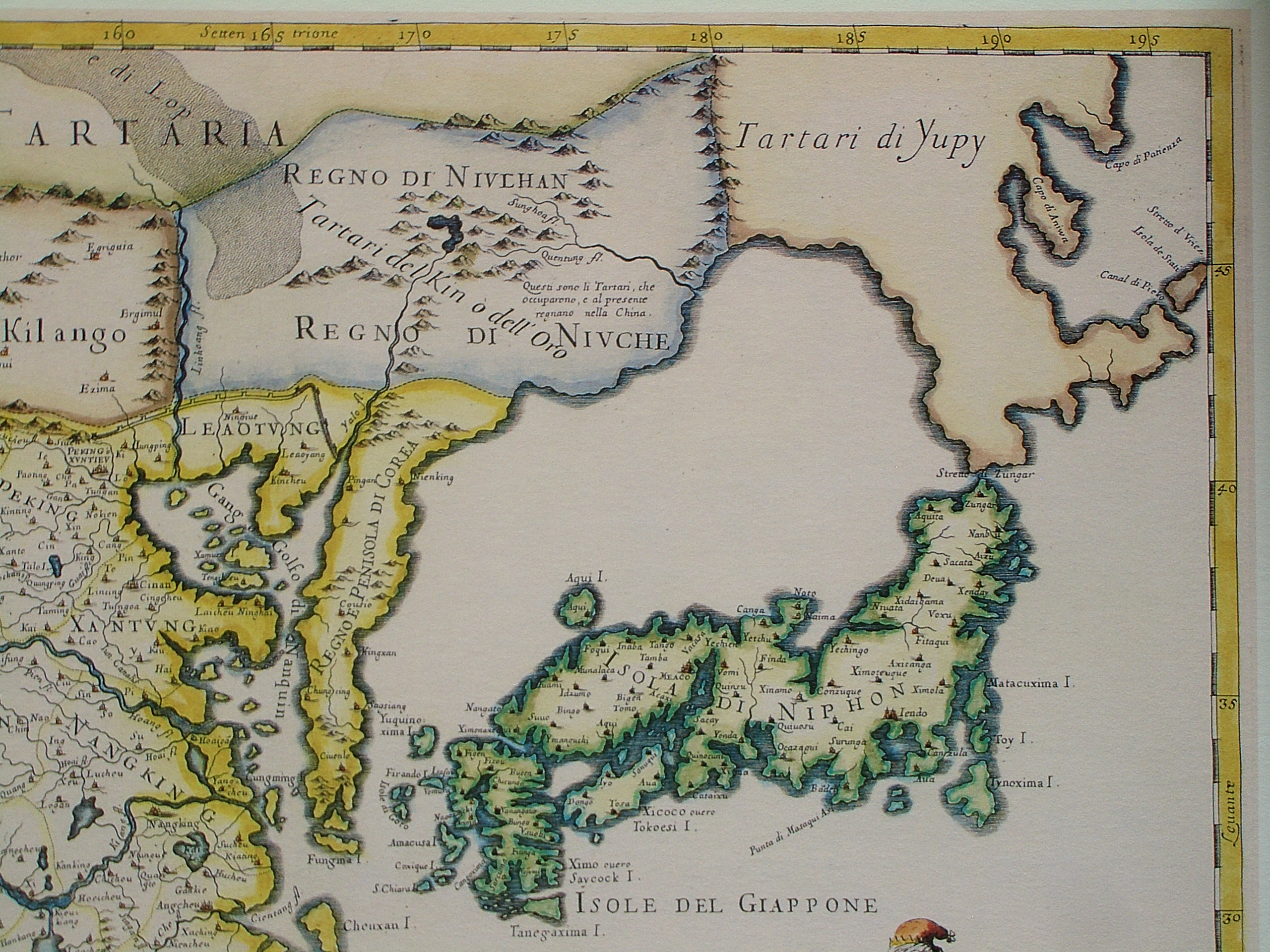
Carte de 1640 où Sakhaline et Hokkaido sont vues comme une seule péninsule au sein de la Tartari di Yupi, séparées du Japon se limitant au Nord, à Honshu, par le détroit de Tsugaru (Stretto di Züngar), Tsugaru étant également placé avec le nom de Züngar

L'île est habitée à l'origine par différents peuples indigènes : les Aïnous occupent la moitié sud de l'île tandis que les Oroks occupent la partie centrale et les Nivkhes le nord.
Une carte de 1640 (voir ci-contre), affiche Regno di Nivchan au Nord du fleuve, Regno de Nivche au Sud, tous deux inclus dans la Tartari del Kin o dell'Oro (il s'agit de la Dynastie des Jin postérieurs, Jin (金) signifiant or, les ancêtres des alors futurs Mandchous).
Les Japonais établissent un comptoir dans l'extrémité méridionale de l'île, à Ootomari, en 1679. 
Ils cartographient l'île et la nomment Kita-Ezo c'est-à-dire « au nord d'Hokkaidō », Ezo étant l'ancien nom de Hokkaidō.
Sakhaline devient connue des Européens grâce aux voyages des navigateurs Ivan Moskvitine au XVIIe siècle, de Jean-François de La Pérouse en 1787 et de Johann Adam von Krusenstern en 1805. Mais ils croient tous que Sakhaline est une péninsule, car ils ignorent l'existence du détroit de Tatarie. Le détroit n'est découvert qu'en 1809 par le navigateur japonais Mamiya Rinzō. La Pérouse n'arrive pas à franchir les bancs de sable, hauts-fonds du détroit de Tartarie ; les autochtones lui confirment cependant que leur terre est une île.

### Protectorat mandchou de Sakhaline
La Chine impériale sous la dynastie Qing considère l'île comme faisant partie intégrante de son territoire, au sein du protectorat de Sakhaline, ce protectorat suivant la rive gauche du cours du fleuve Amour (majoritairement au Nord), et lui même inclus dans la Mandchourie extérieure. 
La dynastie Qing est constituée de Mandchous (des Toungouses) qui dirigent la Chine de 1644 à 1912.
La rive droite est quant à elle appelée Protectorat de Kirin. 
Dans les faits, l'île, comme d'autres territoires septentrionaux peu peuplés et essentiellement par les autochtones, n'est pas réellement occupée et n'était que peu contrôlée par l'empire[réf. nécessaire]. 
Une ville, située sur le fleuve, s'appelle également Sahaliyan Ula ; elle est située sur le territoire de l'actuelle Heihe. 
Il reste aujourd'hui des vestiges de cette citée fortifiée, classé sur la liste du patrimoine de Chine (sites nationaux).

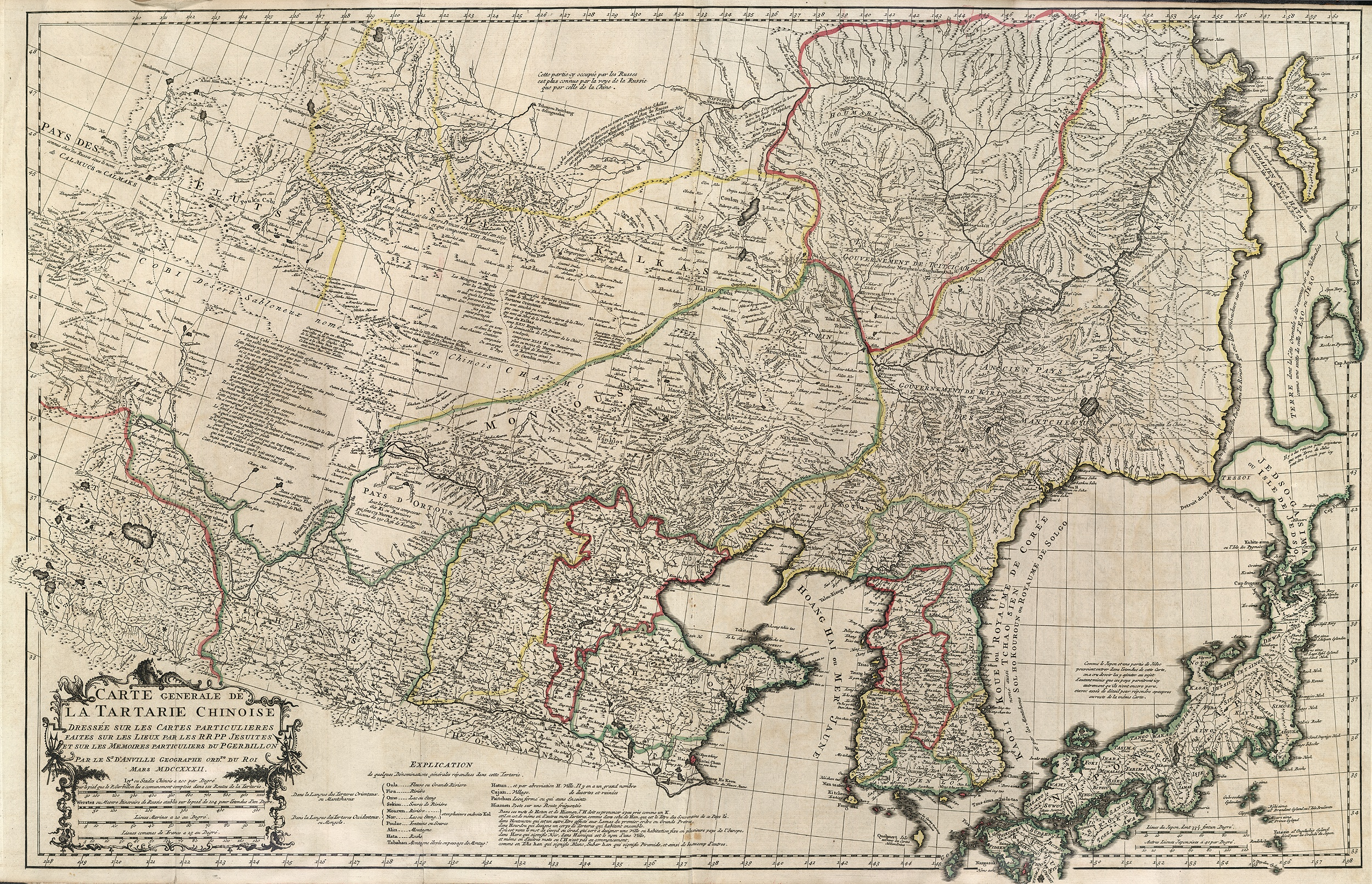
Réimpression en 1737 d'une carte de 1732 de Jean-Baptiste Bourguignon d'Anville découpant l'île en deux, celle du Nord attribuée à l'Empire mandchou et celle du Sud considérée comme une suite de Jeso (nom donné à Hokkaido, donc à priori Japon) par les Hollandais.
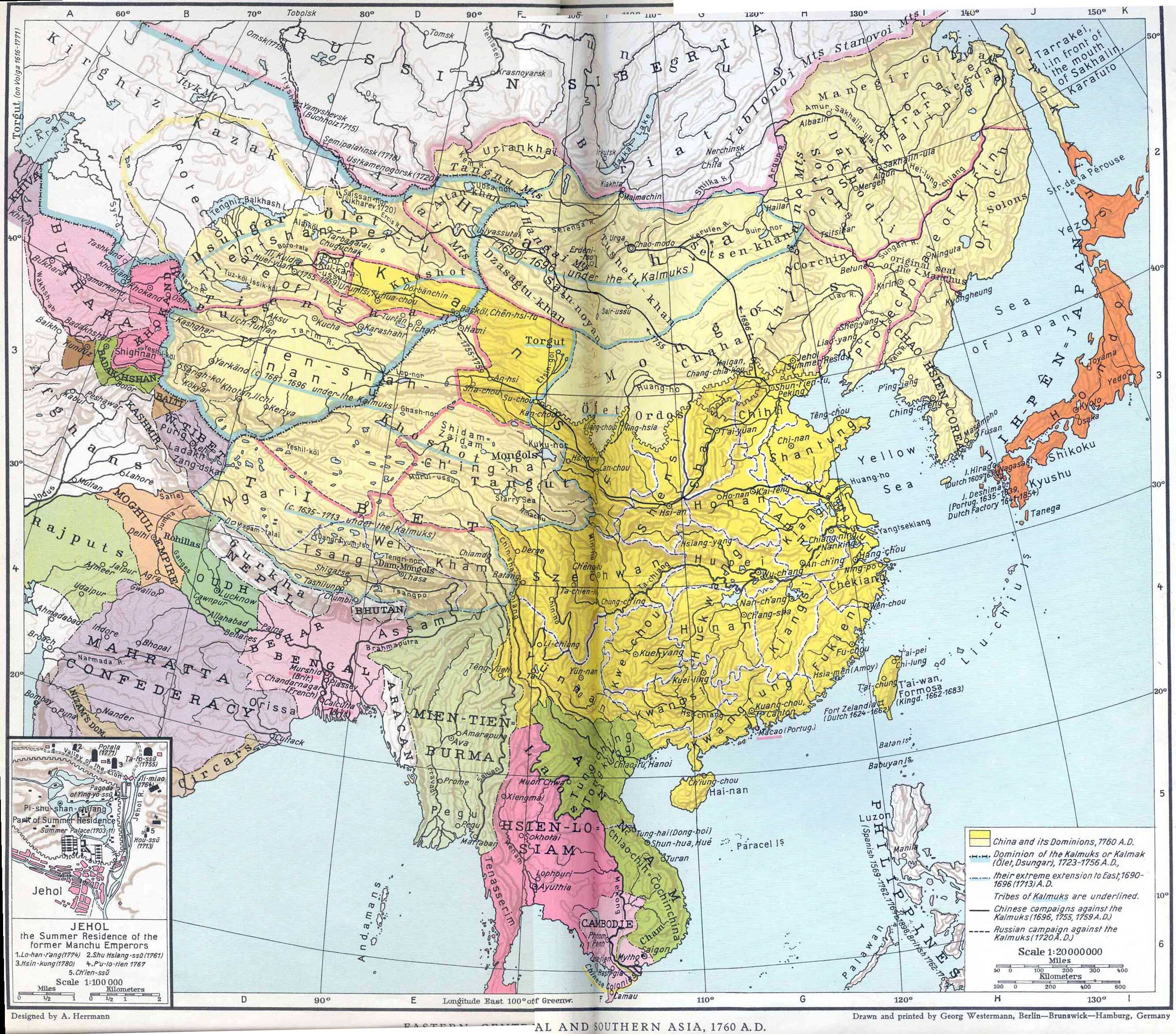
L'Extrême-Orient vers 1760, carte de 1935 montrant la division de l'île entre l'empire Qing et le Japon.
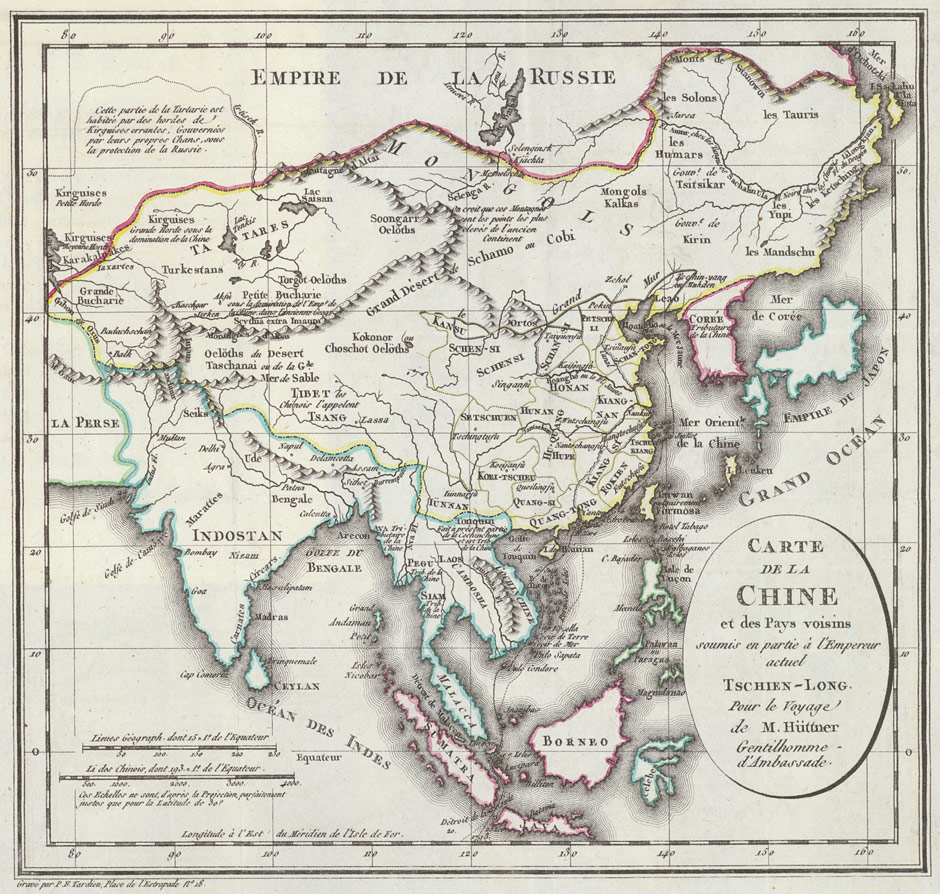
Carte de Johann Christian Hüttner en 1789 qui attribue Sakhaline à l'empire chinois mais ignore l'existence de Hokkaido.
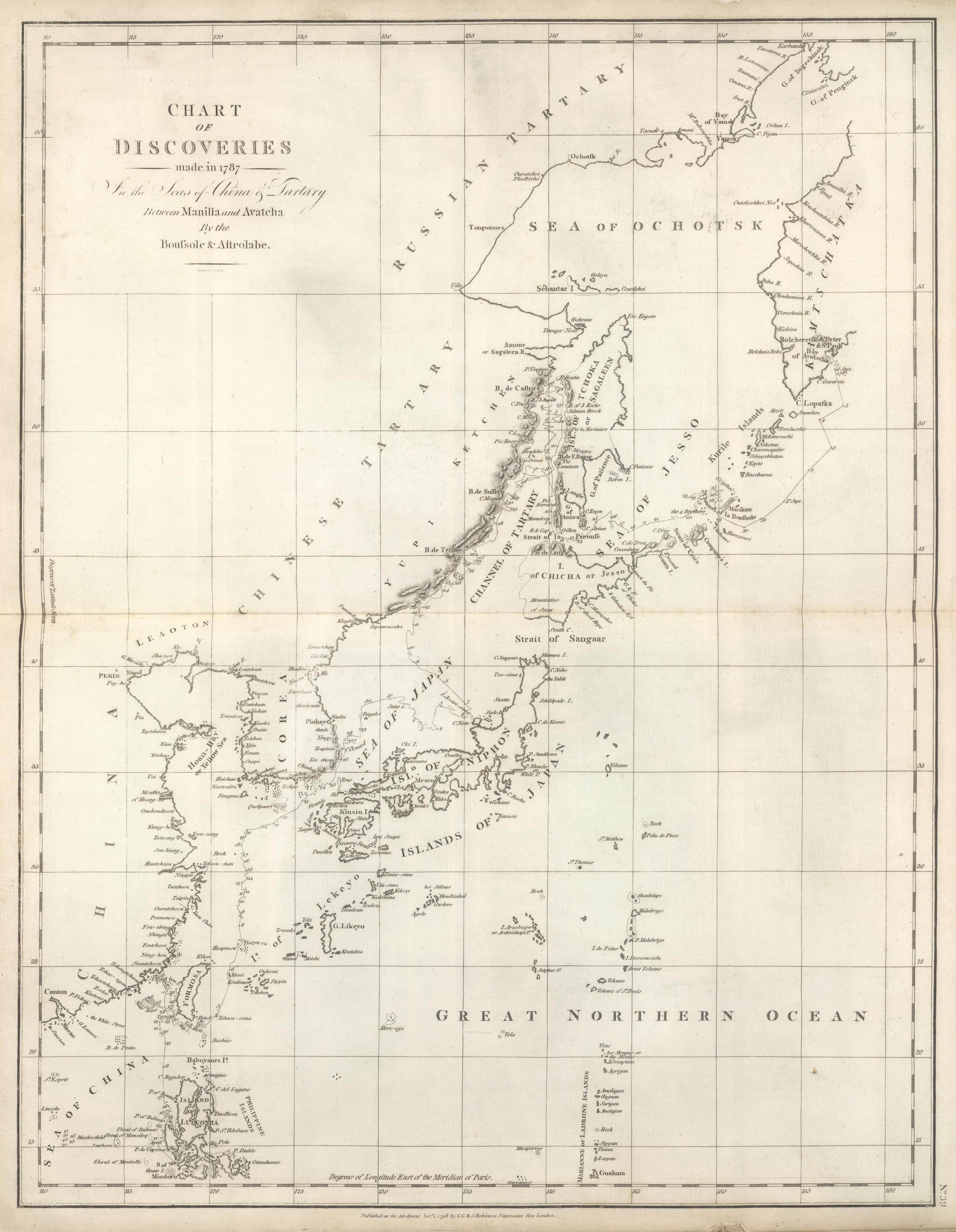
Carte de "Tchoka" ou "Sagaleen" d'après les relevés de Jean-François de La Pérouse  en 1787, édition anglaise de 1799.
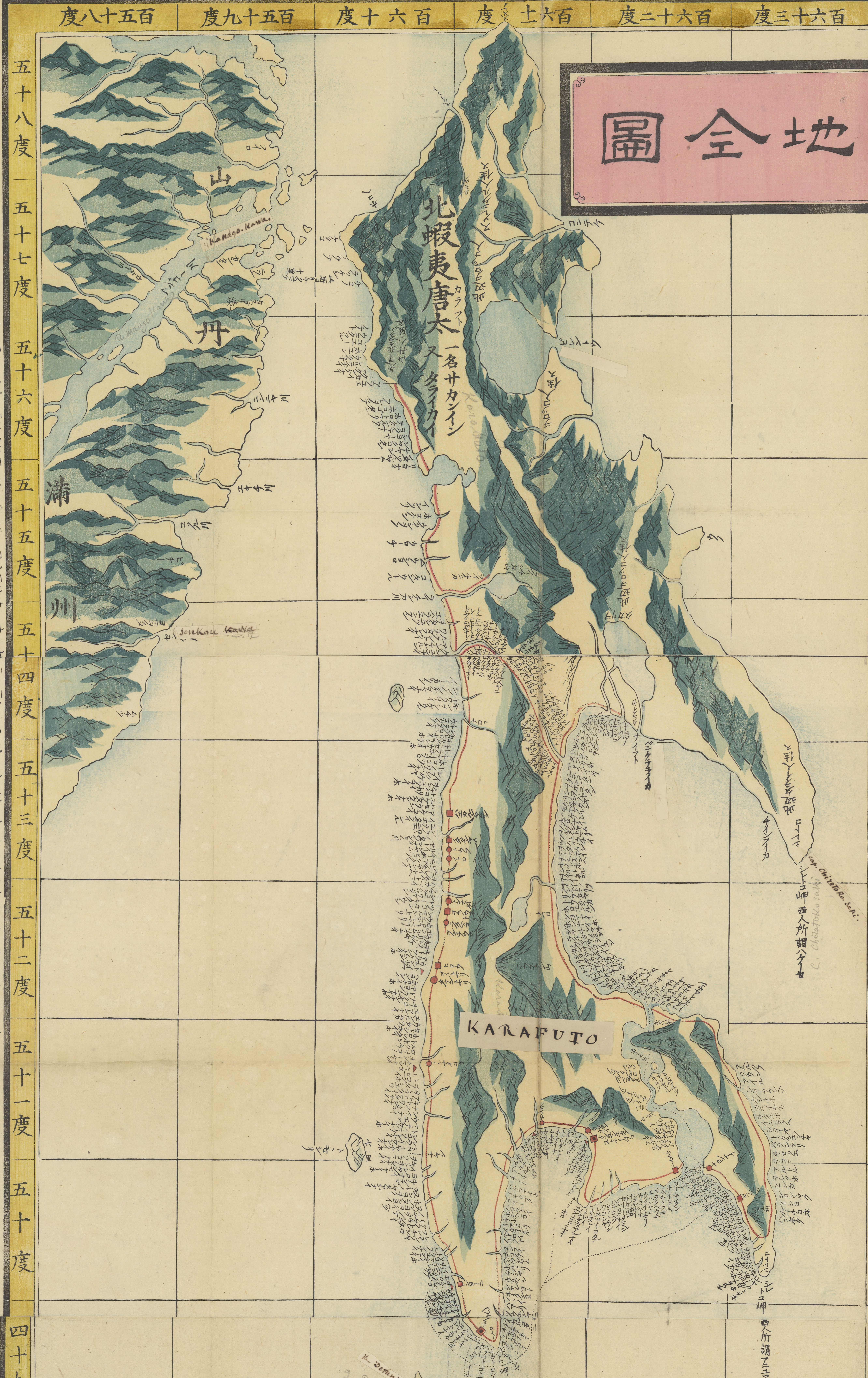
Carte japonaise de "Karafuto", 1823.
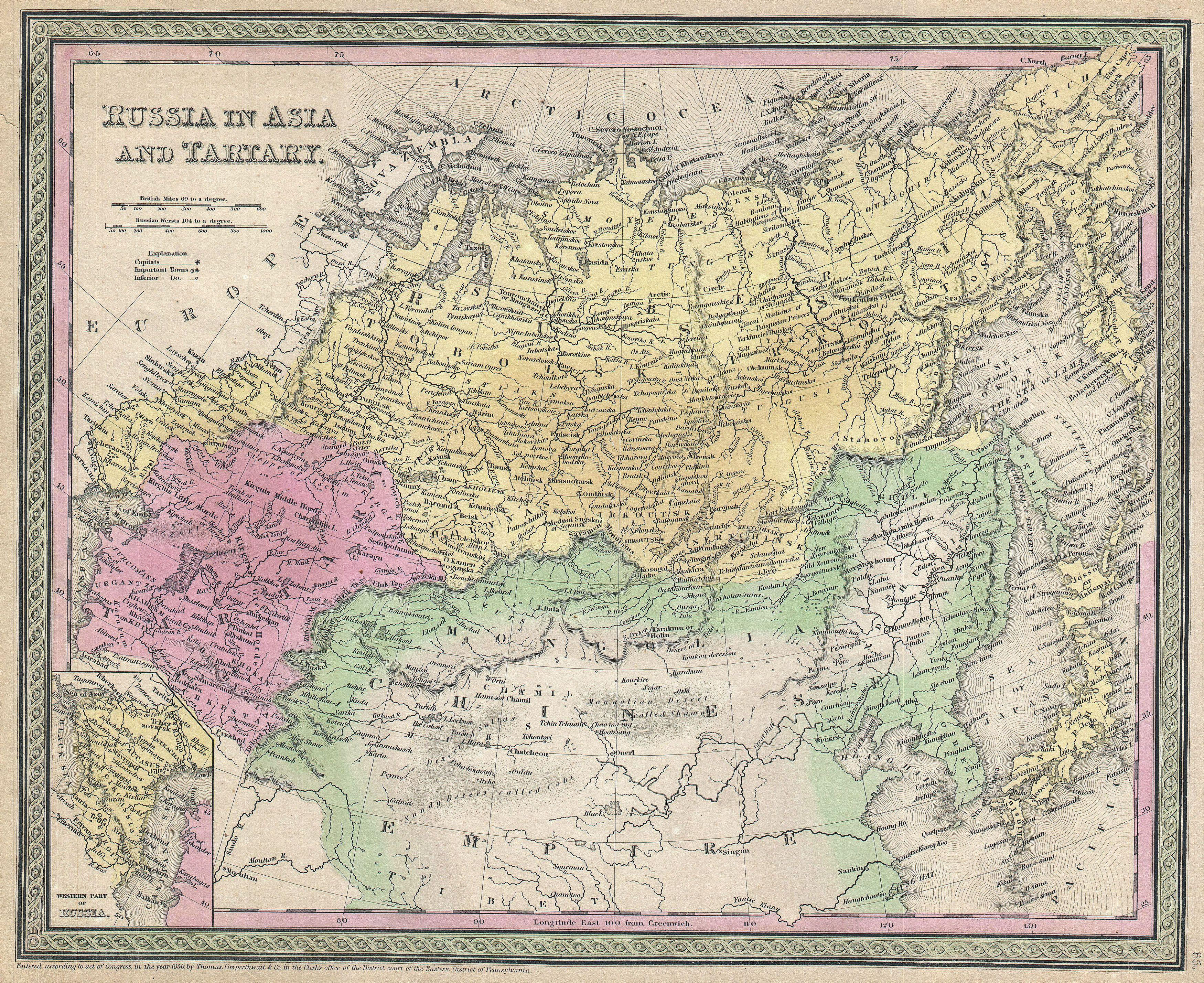
Carte de Samuel Augustus Mitchell en 1853, plaçant Sakhaline dans l'Empire chinois.

### Partage russo-japonais
Pour un article plus général, voir Préfecture de Karafuto.
En 1845, estimant que Sakhaline est une extension à la fois culturelle et géographique de Hokkaidō, les Japonais proclament leur souveraineté sur l'ensemble de l'île ainsi que sur l'archipel des Kouriles.
En 1855, le Japon et la Russie signent le traité de Shimoda, déclarant que les deux nations pouvaient occuper l'île, les Russes s'installant au nord et les Japonais au sud, sans qu'une frontière soit précisément tracée.
Par deux traités inégaux : le Traité d'Aigun (1858) puis de la Convention de Pékin (1860) : annexion de la rive gauche de l'Amour (1858-1860), la Chine cède l'île de Sakhaline à l'Empire russe (avec l'ensemble de la rive gauche du fleuve Amour).
En 1875, à la suite de la signature du traité de Saint-Pétersbourg, les Japonais cèdent le sud de l'île aux Russes en échange des îles Kouriles.
En 1905, à la fin de la guerre russo-japonaise, les Russes et les Japonais signent le traité de Portsmouth. Par cet accord, le Japon récupérait la partie sud de l'île, tandis que l'Empire russe conservait les trois cinquièmes nord de celle-ci. La frontière entre les deux pays était fixée le long du 50e parallèle nord.

### Intégration à l'URSS
À la fin de la Seconde Guerre mondiale, après la déclaration de guerre de l'Union soviétique au Japon, l'Armée rouge débute l'attaque de l'île le 11 août 1945, soit quatre jours avant la capitulation japonaise face aux forces américaines. Bien que trois fois plus nombreux que les Japonais, les Soviétiques avancent très difficilement en raison de la forte résistance qu'ils rencontrent. La conquête de l'île se termine le 25 août 1945 par l'occupation de la capitale, Toyohara (actuelle Ioujno-Sakhalinsk).

### L'incident du Vol Korean Air Lines 007
En 1983, un Boeing 747 de la Korean Air Lines, faisant route entre New York et Séoul via Anchorage, est abattu par un avion de chasse soviétique. L'avion s'écrase près de l'Île Sakhaline, faisant 269 morts.

## Économie
Le climat rigoureux de Sakhaline n'est pas propice à l'agriculture. Les étés trop courts ne permettent qu'aux pommes de terre, choux et carottes de pousser.
L'île s'approvisionne en Asie centrale, recevant par avion légumes et fruits. La mer approvisionne l'île en thons, crabes et saumons dont les œufs en caviar, sont exportés au Japon. L'industrie forestière est également importante.
L'île peut aussi miser sur d'importantes ressources naturelles en hydrocarbures, pétrole et gaz. L'extrême Nord, autour d'Okha, produit déjà plus de 2 millions de tonnes de pétrole par an, qu'un oléoduc sous-marin expédie directement sur le continent. Les réserves, enfin, seraient évaluées, en 2011, à 2,3 milliards de barils de pétrole et à 485 milliards de m3 de gaz en cours d'exploitation avec les projets Sakhaline I et Sakhaline II. En 2000, l'industrie pétrolière et gazière représentait 57,5% de la production industrielle de Sakhaline. En 2006, elle représentait probablement 80% de la production industrielle de l'île.
Sakhaline est desservie par SAT Airlines depuis l'aéroport de Ioujno-Sakhalinsk.

## Démographie

### Composition de la population
Le recensement de 2002 a enregistré une  population totale de 546 695 habitants pour l'oblast de Sakhaline. On dénombre 460 778 Russes, 29 592 Coréens, 21 831 Ukrainiens, 6 830 Tatars, 5 455 Biélorusses, 2 943 Mordves, 2 450 Nivkhes, 1 300 Tchouvaches et environ 300 Oroks. L'île était peuplée à l'origine par les Aïnous, les Nikhves et quelques Evenks.
La communauté coréenne est composée de nombreux descendants de prisonniers déportés par l'Empire japonais pour travailler dans les mines de charbon et qui ne furent pas rapatriés à la fin de la Seconde Guerre mondiale.
La communauté japonaise présente au moment de la fin de la guerre fut rapatriée par les soviétiques en 1945.
Les indigènes aïnous furent également expulsés du sud de l'île par le pouvoir soviétique en 1945.

### Principales villes

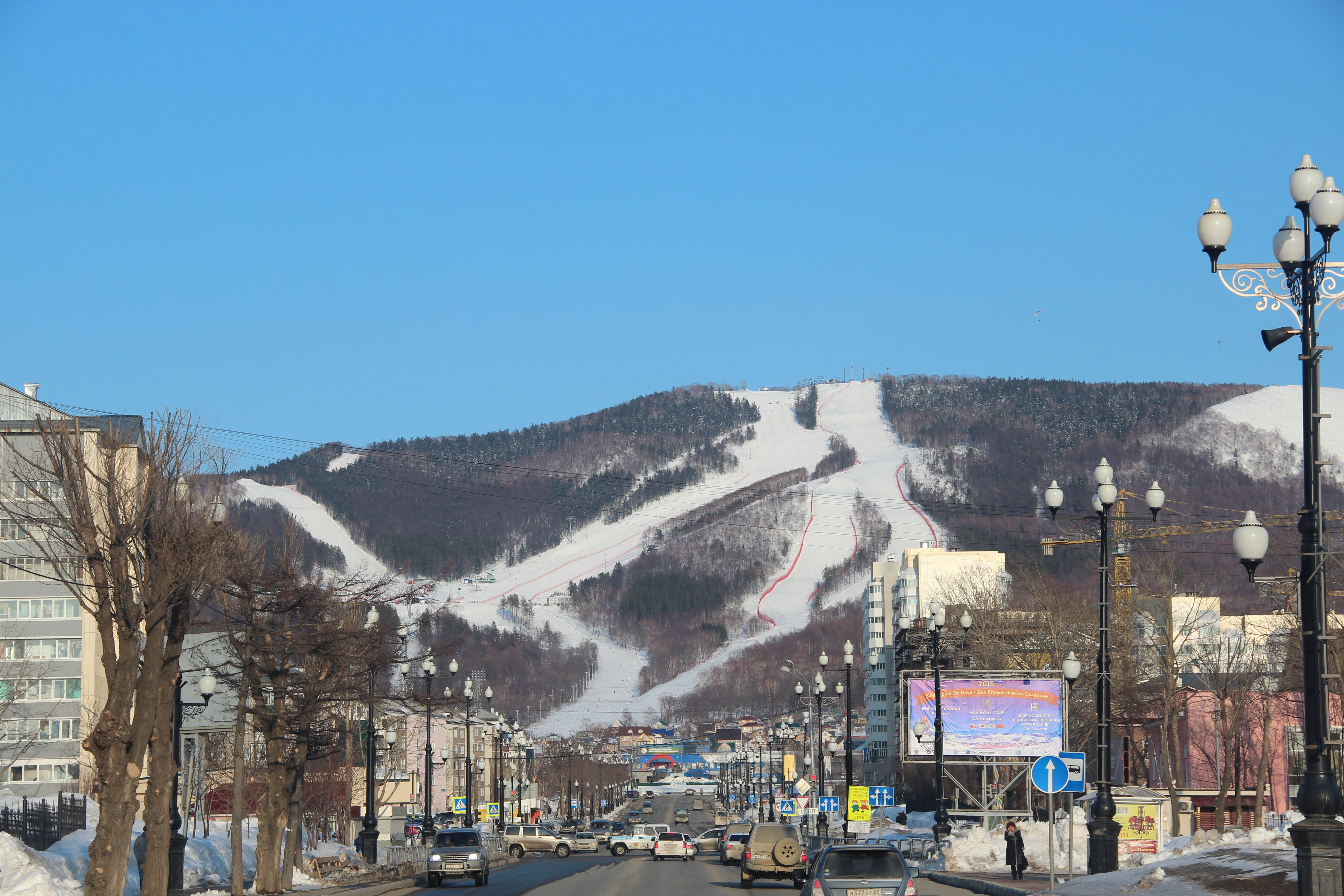
Ioujno-Sakhalinsk.

| Ville                     | Nom russe                 | Population (2002) |
| ------------------------- | ------------------------- | ----------------- |
| Ioujno-Sakhalinsk         | Южно-Сахалинск            | 175 085           |
| Korsakov                  | Корсаков                  | 36 652            |
| Kholmsk                   | Холмск                    | 35 141            |
| Okha                      | Оха                       | 27 963            |
| Nevelsk                   | Невельск                  | 18 639            |
| Poronaïsk                 | Поронайск                 | 17 954            |
| Ouglegorsk                | Углегорск                 | 13 396            |
| Aleksandrovsk-Sakhalinski | Александровск-Сахалинский | 12 826            |
| Dolinsk                   | Долинск                   | 12 555            |

## Climat

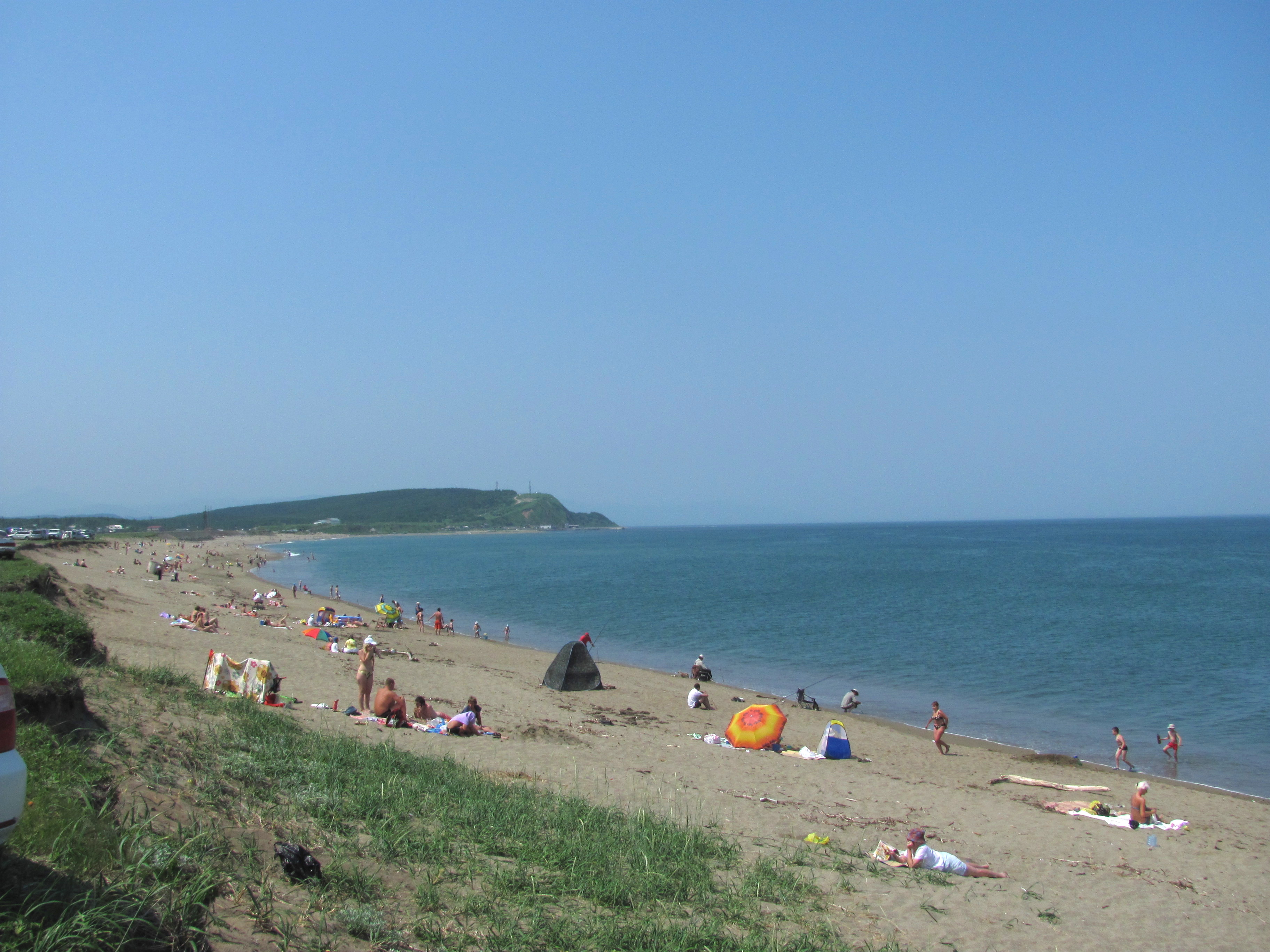
La plage d'Okhoskoye.

Par sa latitude l'île devrait bénéficier d'un climat tempéré. Pourtant les courants froids du Pacifique pénétrant dans la mer d'Okhotsk y font geler les eaux en hiver. Le climat de Sakhaline est donc subarctique. Le détroit qui sépare l'île du continent (mesurant 7,5 km dans sa partie la plus étroite) est alors pris par la glace et ouvre ainsi une route « terrestre » maintes fois utilisée dans l'histoire.
En raison de l'extension en latitude de l'île, on observe une gradation des températures du nord au sud de celle-ci.
En hiver, la température varie de −17 °C à −21 °C au nord et de −6 °C à −11 °C au sud mais la température peut descendre jusqu'à −48 °C dans la vallée de la Tym.
En été, la température varie de 11 °C à 16 °C au nord et de 17 °C à 22 °C au sud. À l'automne, des typhons porteurs de tourmentes de neige y paralysent fréquemment le trafic maritime et aérien ; et, en été, le ciel se charge de brouillards épais.

## Faune et flore

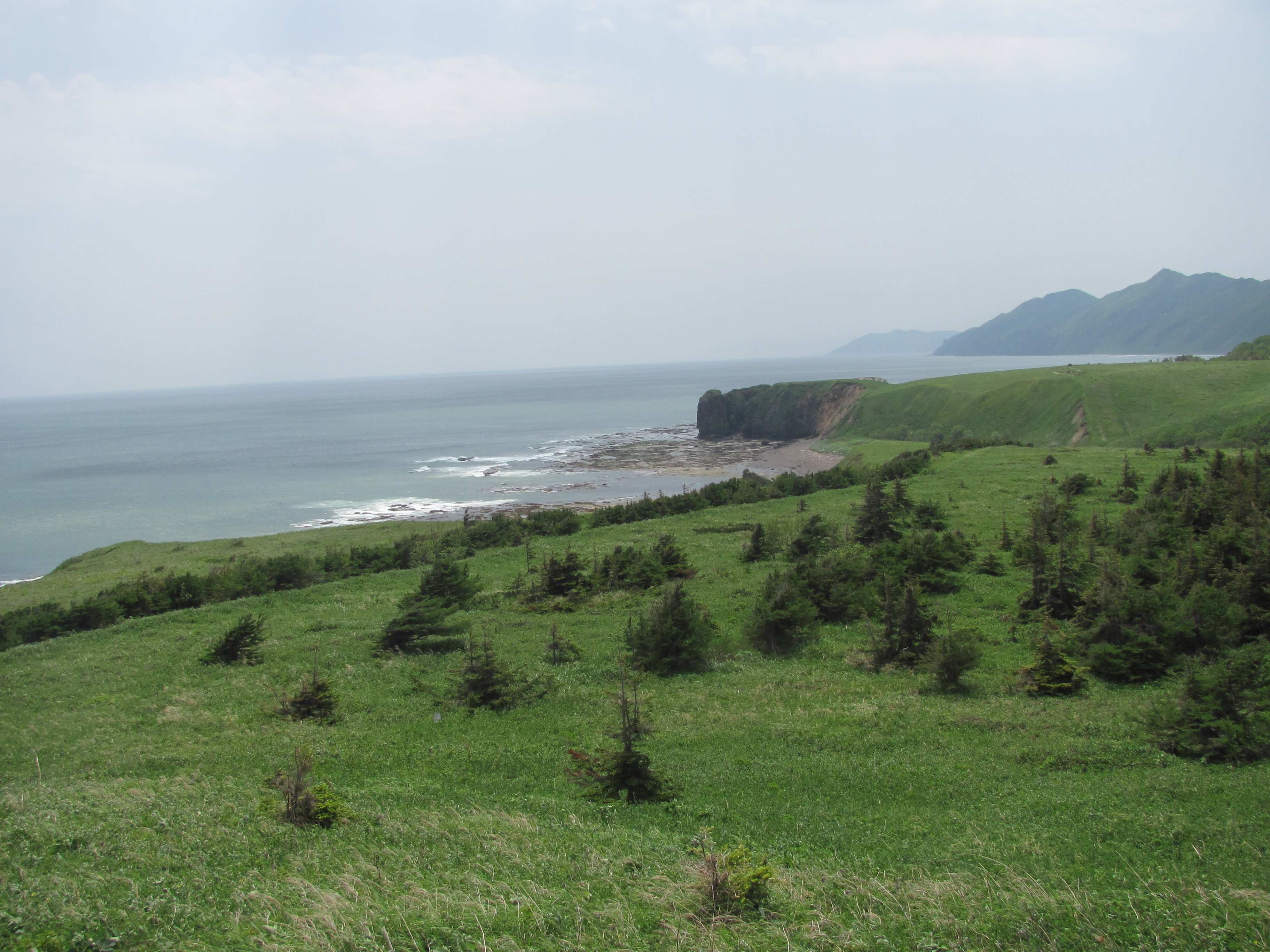
Le cap Silencieux (« cap Tihii »).

L'île est couverte de forêts denses. Ces forêts sont principalement composées de conifères, notamment l'épicéa du Japon, le sapin de Sakhaline et le mélèze de Dahurie, l'if du Japon, et en altitude le pin nain de Sibérie. On trouve aussi de nombreux feuillus : des bouleaux comme le bouleau de Mandchourie, le frêne de Mandchourie, le chêne de Mongolie, le phellodendron de Sakhaline, Kalopanax septemlobus, l'orme de Mandchourie, le sorbier des oiseleurs, le cerisier à grappes, des peupliers, des saules, etc. On peut aussi mentionner une espèce quasi-endémique de bambou (Sasa kurilensis), la présence d'une vigne (Vitis thunbergii) et de plusieurs spirées.
Du côté de la faune, l'île abrite 44 espèces de mammifères, peuplée d'ours bruns, de zibelines, de rennes, de gloutons, de loutres, de chevrotains porte-musc, de chiens viverrins et de visons. Des colonies d'otaries à fourrure du Nord, de lions de mer de Steller et de phoques tachetés vivent sur le rivage.
De nombreuses baleines, comme la baleine grise ou la baleine noire du Pacifique, fréquentent les côtes.
378 espèces d'oiseaux ont été recensées sur l'île dont plus de la moitié (201 espèces) y nichent. On peut mentionner deux oiseaux quasi-endémiques : le chevalier tacheté et Phylloscopus borealoides. Le murin des pins (Myotis abei) était considéré comme une espèce de chauve-souris endémique de l'île mais il a été démontré que cette espèce et le murin de Daubenton ne font qu'une.

## Transport
L'île possède un aéroport ; l'aéroport d'Ioujno-Sakhalinsk ainsi qu'un ferry (en) entre Vanino et Kholmsk.

## Littérature
- L'Île de Sakhaline est un ouvrage d'Anton Tchekhov qui relate son voyage dans l'île et l'étude statistique qu'il y mena sur la population carcérale russe en 1890.
- L'Hiver aux trousses est un ouvrage de Cédric Gras qui traite en partie de sa traversée du Nord au Sud de l'île en automne 2014. Il y cite entre autres l'ouvrage de Tchekhov.
- Sakhaline  (2018, Ostrov Sakhalin) est un roman dystopique d'anticipation de l'écrivain russe Edouard Verkine (1975-)

## Natifs de l'île de Sakhaline

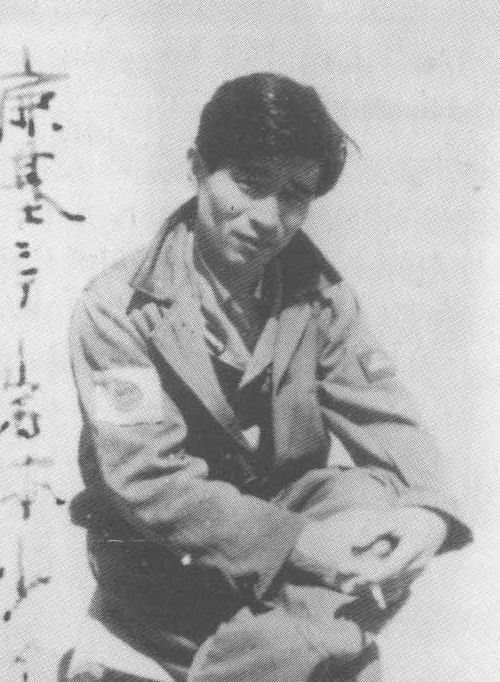
Tetsuzō Iwamoto (1916-1955).

- Tetsuzō Iwamoto (1916-1955), pilote d'avion japonais.
- Naoki Ishikawa (1942-2008).
- Natsu Nakajima (1943), danseuse et chorégraphe japonaise.
- Ioulia Lejneva, soprano russe née en 1989.